# Mzouri
Le Lac Mzouri   ou en arabe Sebkha El Zemoul, aussi connu sous le nom d'Ezzemoul, est un lac salé exploité en partie pour l'extraction du sel, et constitue la plus grande zone de nidification de flamants de la Méditerranée,,, situé au nord-est de l’Algérie à Oum-El-Bouaghi dans la commune Ouled Zouaï est d’une superficie de 6 765 ha. Le site se trouve sur la liste de la convention de Ramsar,.

## Géographie

### Relief, géologie, hydrographie
le Site forme une dépression naturelle sur des terrains sédimentaires du Quaternaire caractérisés par des sols salés et limons fins.
Le relief est formé de montagnes qui encerclent le lac notamment avec les Monts de Hanout Kebir (1 100 m), de El Gountas à
(997 m), de Koudiet El Klab à (1,016 m), de Tarbent S’ghir à (1,062 m) et Tarbent à (1 124 m). 
Le lac est alimenté par les eaux pluviales drainées par un bassin versant de 8 900 ha, et le site constitue un réceptacle des eaux usées des agglomérations voisines.

### Situation
Le lac est situé sur la route nationale 3 reliant Aïn M'lila à Batna, à 17 km  au sud de la ville de Aïn M’lila et à 10 km à l’Est de la commune de Souk Naamane à proximité du chott Tinsilt aussi classé site Ramsar en 2004. 
La rive sud du lac est à 200 m de la commune de Ouled Zouaï. Les daïras de Souk Naamane et Aïn Kercha dans la wilaya d'Oum-El-Bouaghi sont administrativement responsables de la zone humide El Zemoul.

### Climat
Le site est situé dans les étages bioclimatiques semi-aride à aride, les précipitations varient de 100 à 400 mm par an, le lac fait partie des zones humides. L’hiver est froid et pluvieux avec une température minimale de 2,9 °C, l’été est chaud et sec et la sécheresse peut durer six mois et plus avec une température maximale de  36,9 °C. Les vents du Nord-Ouest et de l’Ouest sont dominants, ils apportent avec eux des pluies irrégulières et souvent torrentielles suivies d'inondations, le vent qui vient du sud est sec et chaud.

## Espèces animales et végétales
Le lac est le lieu de nidification des flamants rose ( Phénicoptérus ruber ), en septembre 2009 leur population est de 10 000 couples et 16 000 poussins. À la mi-septembre les flamants s’envolent vers des sites d'hivernage à Oued Righ. L'université d'Annaba (LRZH) en collaboration avec la station biologique de la Tour du Valat et la conservation des forêts d'Oum El Bouaghi ont observé, protégé et permis à 8 500 flamants roses de coloniser un îlot de 0,9 ha du lac.
La population des Tadorne de belon est de 1 400 en 2005, ce qui fait 6,4 % de la population méditerranéenne.
On trouve aussi le Canard souchet, la Cigogne blanche, l’Avocette élégante, la grue cendrée, la Mouette rieuse, l’Echasse blanche, le Courlis cendré, le Bécasseau minute, le Gravelot à collier interrompu, la Sterne hansel. Mais aussi des rapaces comme la buse féroce, le milan noir, le faucon crécerelle, le percnoptère et l’aigle botté.
Les seuls mammifères qui vivent dans les environs de la zone humide sont le sanglier, le chacal, le renard roux, le lièvre et le rat.
Pour les invertébrés on peut trouver deux crustacés Artemia salina et la Branchinella spinos.
La végétation des alentours du lac se résume à des terrains agricoles à céréales et une végétation halophile.

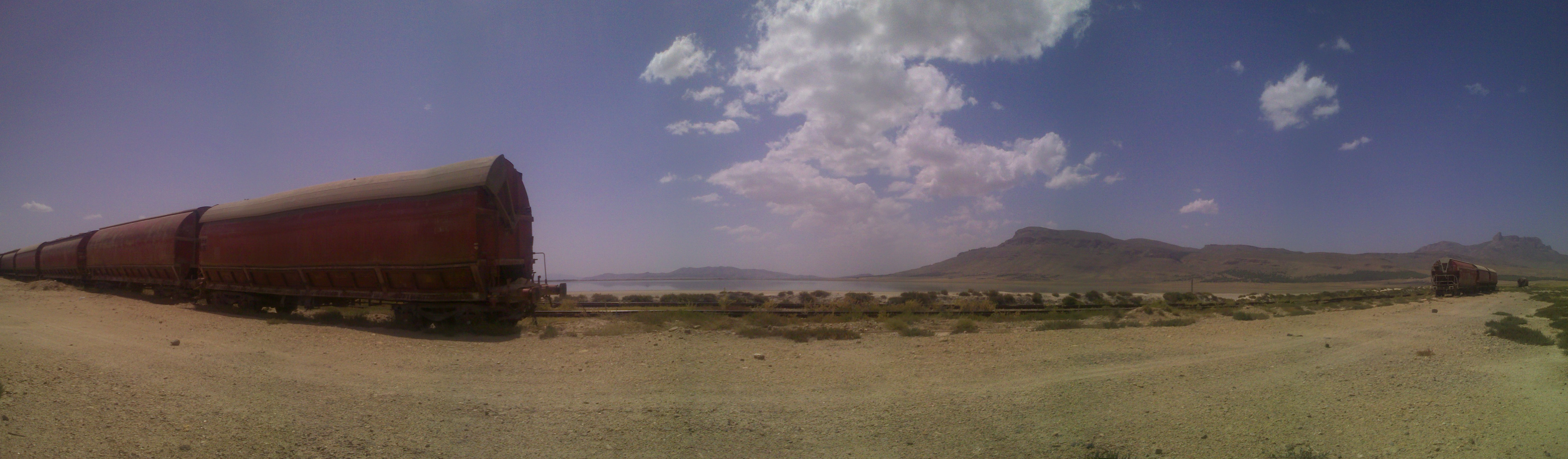
Mzouri